# Mrtvý tah
Mrtvý tah (starším českým názvem rovněž pozved, anglicky Deadlift) je posilovací cvik rozvíjející svaly vzpřimovače páteře, zádové a trapézové svaly, ale i hýžďové svaly, přední stranu stehen (čtyřhlavý sval) a zadní strana stehen (hamstringy). Cvik je prováděn zvednutím obouručně velké činky ze země z mírného podřepu a narovnaným trupem.

## Provedení cviku
Standardní cvik začíná v podřepu s chodidly v šířce ramen s osou ramen nad osou činky. Činku lze uchopit buď nadhmatem nebo střídavým úchopem, tzn. jedna ruka nadhmat a druhá podhmat (vždy ale musí být palec v zámku - palec naproti ostatním prstům). S nadechnutím a zpevněnými zády a břichem se začne pomalu zvedat do stoje. Páteř nesmí být ani prohnutá ani skrčená. Činka se při tom neustále nebo skoro dotýká holení. Po narovnání nohou chvilku činku podržet a pak ze stoje se opačným pohybem dostane činky opět na zem.

## Rizika a chyby
Cvičení mrtvého tahu vyžaduje precizní techniku provedení. Při nesprávné a špatně provedené technice se může lehce přihodit těžké zranění zad. Typickou chybou je hrbení bederní části páteře, zaklánění při závěrečném tahu, zapojení beder, zapojení ramen, které mají činku jen držet nebo skloněná hlava, která může zkřivit záda. Občas se objevují taky chyby v podobě chodidel, které nejsou pod osou činky, tím pádem se cvičenec předklání.
Nebezpečné je taky cvičení, když cvičenec trpí skoliózou. Cvičení mrtvého tahu s jakýmkoliv poškozením, nemocí, disbalancí páteře je obecně velkým ohrožením zdraví. Úraz také může nastat při cvičení trhem.

## Varianty

### Sumo
Šířka úchopu je stejná jako u standardního, ale oproti standardnímu mrtvému tahu je tato varianta rozdílná v širším rozkročení noh (činka je uchopována mezi nohama) a špičky noh směřují do stran. Jsou více zatěžována stehna.

### Rumunský mrtvý tah
V této variantě jsou nohy celou dobu natažené nebo velmi mírně pokrčené. Je vyvíjena mnohem větší zátěž na spodní část zádových svalů a hamstringy. Také se nepokládá činka v průběhu cvičení na zem (první zvednutí se zvedá klasickým mrtvým tahem) z důvodu například zkrácených svalů a vazů zad a nohou. U této varianty je vyšší nebezpečí ohnutí zad a tím pádem špatného provedení techniky.

### Trapbar
Trapbar varianta neboli také hexbar varianta při které jsou ruce v neutrální poloze, dlaněmi k směřujícími k tělu.